# Tmarus longqicus
Espèce
Tmarus longqicus est une espèce d'araignées aranéomorphes de la famille des Thomisidae.

## Distribution
Cette espèce est endémique du Fujian en Chine,.

## Étymologie
Son nom d'espèce lui a été donné en référence au lieu de sa découverte, le mont Longqi.

## Publication originale
- Song, Zhu & Li, 1993 : Arachnida: Araneae. Animals of Longqi Mountain. China Forestry Publishing House, Beijing, p. 852-890.